# Wereldkampioenschap voetbal 1982 (troostfinale) Frankrijk - Polen
Frankrijk en Polen speelden de troostfinale bij het WK voetbal 1982 in Spanje, nadat beide landen in de halve finales waren uitgeschakeld door respectievelijk West-Duitsland en Italië. Het duel om de derde plaats werd gespeeld op zaterdag 10 juli 1982 (aanvangstijdstip 20:00 uur lokale tijd) in het Estadio José Rico Pérez in Alicante.
Het was de achtste ontmoeting ooit tussen beide landen, die elkaar voor het laatst hadden ontmoet op 24 april 1976 in een vriendschappelijke wedstrijd in Stade Félix Bollaert in Lens. Frankrijk won dat duel destijds met 2-0 door treffers van Robert Pintenat (13de minuut) en Patrick Revelli (54ste minuut).
Het WK-duel in Spanje, bijgewoond door 28.000 toeschouwers, stond onder leiding van scheidsrechter António Garrido uit Portugal, die werd geassisteerd door lijnrechters Mario Rubio Vázquez (Mexico) en Belaïd Lacarne (Algerije). Polen won het duel met 3-2. Het beslissende doelpunt kwam op naam van Janusz Kupcewicz.

## Wedstrijdgegevens
| Frankrijk | 2 – 3        | Polen |
| René Girard 13' Alain Couriol 73' | goals        | 41' Andrzej Szarmach 44' Stefan Majewski 46' Janusz Kupcewicz |
| Michel Hidalgo | bondscoach   | Antoni Piechniczek |
| |              | |
| Jean Castaneda Manuel Amoros Philippe Mahut Marius Trésor Gérard Janvion 64' René Girard Jean-François Larios Jean Tigana 82' Gérard Soler Alain Couriol Bruno Bellone | opstellingen | Józef Młynarczyk Marek Dziuba Władysław Żmuda Paweł Janas Stefan Majewski 46' Waldemar Matysik Janusz Kupcewicz Andrzej Buncol Grzegorz Lato Zbigniew Boniek Andrzej Szarmach |
| Christian Lopez 64' Didier Six 82' | wissels      | 46' Roman Wójcicki |
| |              | |
| Gérard Soler 79' | gele kaarten | 62' Andrzej Buncol 71' Roman Wójcicki |
| | rode kaarten | |

## Overzicht van wedstrijden
| Eerste ronde | | |
| Groep A | Groep B | Groep C |
| Italië – Polen Kameroen – Peru Italië – Peru Kameroen – Polen Polen – Peru Italië – Kameroen                                                       | West-Duitsland – Algerije Chili – Oostenrijk West-Duitsland – Chili Oostenrijk – Algerije Algerije – Chili West-Duitsland – Oostenrijk    | Argentinië – België Hongarije – El Salvador Argentinië – Hongarije België – El Salvador België – Hongarije Argentinië – El Salvador                |
| Groep D | Groep E | Groep F |
| Engeland – Frankrijk Tsjecho-Slowakije – Koeweit Engeland – Tsjecho-Slowakije Frankrijk – Koeweit Frankrijk – Tsjecho-Slowakije Engeland – Koeweit | Spanje – Honduras Joegoslavië – Noord-Ierland Spanje – Joegoslavië Honduras – Noord-Ierland Honduras – Joegoslavië Spanje – Noord-Ierland | Brazilië – Sovjet-Unie Schotland – Nieuw-Zeeland Brazilië – Schotland Sovjet-Unie – Nieuw-Zeeland Sovjet-Unie – Schotland Brazilië – Nieuw-Zeeland |

| Tweede ronde                                            |                                                                     |                                                             |                                                                             |
| Groep 1                                                 | Groep 2                                                             | Groep 3                                                     | Groep 4                                                                     |
| België – Polen België – Sovjet-Unie Polen – Sovjet-Unie | Engeland – West-Duitsland West-Duitsland – Spanje Engeland – Spanje | Italië – Argentinië Brazilië – Argentinië Italië – Brazilië | Frankrijk – Oostenrijk Oostenrijk – Noord-Ierland Noord-Ierland – Frankrijk |
| Halve finales                                           |                                                                     |                                                             |                                                                             |
| Polen – Italië                                          | Polen – Italië                                                      | West-Duitsland – Frankrijk                                  | West-Duitsland – Frankrijk                                                  |
| Troostfinale                                            |                                                                     |                                                             |                                                                             |
| Frankrijk – Polen                                       |                                                                     |                                                             |                                                                             |
| Finale                                                  |                                                                     |                                                             |                                                                             |
| Italië – West-Duitsland                                 |                                                                     |                                                             |                                                                             |